# Roeselia leucomelas
Roeselia leucomelas is een vlinder uit de familie van de visstaartjes (Nolidae). De wetenschappelijke naam van de soort is voor het eerst geldig gepubliceerd in 1953 door de Toulgoët.